# 香水柿
香水柿是柿科柿屬植物，也叫黃柿、法国香柿，但其原产地并非法国，而是在中南半岛的越南、柬埔寨、泰国等地，常在寺廟附近種植。香水柿常在越南民間傳說中出現，例如碎米和細糠的故事。它也是泰國莊他武里府的府樹。其果實為黃色，直徑約為3至6公厘，可食用，具有強烈的香氣。